# Tankmaro di Corvey
Tankmaro (... – 878) fu abate di Corvey dall'877 all'878.
Fu abate solo per sette mesi e quindi non poteva che lasciare poche tracce. Nonostante la brevità della carica, acquistò diversi beni per il monastero.
Sembra che Tankmaro fosse figlio del conte Liudolfo e di sua moglie Oda.